# Sarcophaga pachyura
Sarcophaga pachyura är en tvåvingeart som först beskrevs av Boris Borisovitsch Rohdendorf 1937.  Sarcophaga pachyura ingår i släktet Sarcophaga och familjen köttflugor.
Artens utbredningsområde är Iran. Inga underarter finns listade i Catalogue of Life.